# アンドレ・ウーヴレダル
アンドレ・ウーヴレダル（André Øvredal ノルウェー語: [ɑnˈdreː ˈø̂ːvrədɑɫ]、1973年5月6日 - ）は、ノルウェーの映画監督、脚本家、映画プロデューサー。
主にホラー映画を手がけ、『トロール・ハンター』、『ジェーン・ドウの解剖』、『スケアリーストーリーズ 怖い本』の監督として知られる。

## 主な作品
- トロール・ハンター Trolljegeren (2010) 脚本も[1][2]
- ジェーン・ドウの解剖 The Autopsy of Jane Doe (2016)[3]
- スケアリーストーリーズ 怖い本 Scary Stories to Tell in the Dark (2019)[4]
- MORTAL モータル Torden (2020) 原案・脚本・製作総指揮も
- ドラキュラ/デメテル号最期の航海 The Last Voyage of the Demeter (2023)

監督以外
- オンマ/呪縛 Umma (2022) 製作総指揮